# Јосиф Флавије
Јосиф Флавије (лат. Flavius Iosephus; Јерусалим, рођ. 37. или 38 — умро после 100) био је јеврејски војсковођа, историчар и писац.

## Биографија
Рођен је у Јерусалиму као изданак угледног рода. До стицања римског грађанства његово име било је Јосиф син Матијин (хеб. Joseph ben Matityahu). Био је свештеник јерусалимског храма, а по политичком уверењу и припадности био је фарисеј. Након што је римски прокуратор Галилеје заробио неке јеврејске свештенике, отпутовао је као вешт преговарач у Рим да би их избавио.
Током боравка у Риму толико су га фасцинирали римска култура и обичаји да је постао романофил. У Првом јеврејском устанку против Римљана, који је 66. букнуо у Јудеји, убрзо по његовом повратку из Рима у родни Јерусалим, био је у прилично неопредељен између родољубља и романофилства. Настојао је да се устанак против римских окупатора што пре стиша уз што мање жртава. Кад му је била поверена одбрана Галилеје извршио је своју грађанску дужност и на крају се предао римском војсковођи Веспазијану. Прорекао му је да ће ускоро постати римски цар, што се заиста и обистинило две године касније. У знак признања за то пророчанство Веспазијан је видовитог Јосифа, који је био његов роб, прогласио слободним грађанином, а Јосиф је у знак захвалности узео родно име свог заштитника - Флавије - па се отада назива Јосиф Флавије. Настанио се у Риму где на грчком пише Рат Јевреја, Стара историја Јудејства и Против Апиона.
У великом походу римске војске на Јерусалим 70. пратио је младог војсковођу Тита, Веспазијановог сина. Приликом дуготрајне и надмоћне римске опсаде Јерусалима наговарао је градске вође да се град преда Римљанима да би се избегле непотребне људске жртве.

## Дела
Јосиф Флавије написао је на грчком језику следећа историјска дела, која су значајан антички историјски извор:
- Јудејски рат
- Јеврејске старине
- О старости јеврејског народа
- Животопис

Дела је писао од 75. до 99. године. У њима даје увид у рани јудаизам, али ваља обратити пажњу на његове апологетске намере, будући да је настојао да римском свету приближи јеврејство, њиховим начином изражавања и размишљања.